# Grismadox karugua
Espèce
Grismadox karugua est une espèce d'araignées aranéomorphes de la famille des Corinnidae.

## Distribution
Cette espèce est endémique du Paraguay. Elle se rencontre dans le département de Ñeembucú.

## Description
La femelle holotype mesure 5,83 mm et le mâle paratype 4,54 mm.

## Publication originale
- Pett, Rubio & Perger, 2022 : « Grismadox gen. nov., a new Neotropical genus of ant-resembling spiders (Araneae, Corinnidae, Castianeirinae), including the description of two new species from Bolivia and Paraguay. » Zoosystematics and Evolution, vol. 98, no 1, p. 1-11 (texte intégral).